# 艾德里安史密斯和戈登吉爾建築事務所

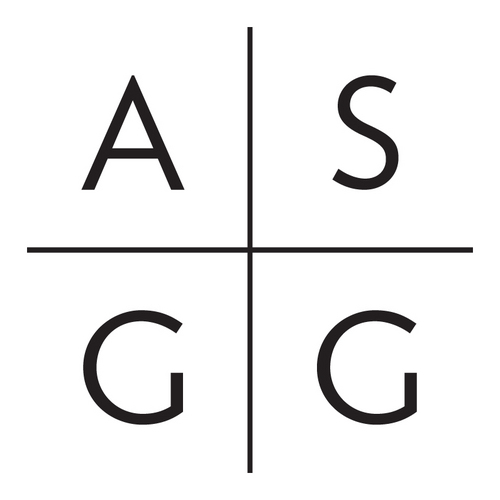
艾德里安史密斯和戈登吉爾建筑事務所标志

艾德里安史密斯和戈登吉爾建筑事務所（Adrian Smith + Gordon Gill Architecture LLP，縮寫：AS+GG）是一家總部位於美國芝加哥的建築公司，其著名的建築計劃包括王國塔、武漢綠地中心、成都綠地中心和諾德斯特姆塔。
AS+GG由美國建築師艾德里安·史密斯、戈登·吉爾（Gordon Gill）及羅伯特·福斯特在離開SOM建築設計事務所之後成立， 主要建造大型的多用途建築。

## 外部連結
- 官方网站
- Abu Dhabi's Masdar Headquarters: The First Positive-Energy Building in the Middle East （页面存档备份，存于） Via Carboun （页面存档备份，存于）